# Songs of Mass Destruction
Songs of Mass Destruction – album brytyjskiej piosenkarki Annie Lennox, wydany w 2007 roku.

## Ogólne informacje
Jest to czwarty solowy studyjny album wokalistki. Zadebiutował na 7. miejscu listy sprzedaży w Wielkiej Brytanii oraz 9. w USA.
Płytę promowały dwa single: „Dark Road” oraz „Sing”. Do nagrania tego drugiego utworu Lennox zaprosiła 23 inne wokalistki, m.in. Madonnę, Pink i zespół Sugababes.

## Lista utworów
1. „Dark Road”
2. „Love Is Blind”
3. „Smithereens”
4. „Ghosts in My Machine”
5. „Womankind”
6. „Through the Glass Darkly”
7. „Lost”
8. „Coloured Bedspread”
9. „Sing”
10. „Big Sky”
11. „Fingernail Moon”

## Pozycje na listach sprzedaży
| Kraj              | Pozycja |
| ----------------- | ------- |
| Wielka Brytania   | 7       |
| Stany Zjednoczone | 9       |
| Kanada            | 9       |
| Irlandia          | 21      |
| Niemcy            | 15      |
| Austria           | 25      |
| Szwajcaria        | 7       |
| Francja           | 28      |
| Hiszpania         | 94      |
| Włochy            | 3       |
| Holandia          | 26      |
| Belgia            | 25      |
| Dania             | 36      |
| Szwecja           | 26      |
| Polska            | 21      |
| Australia         | 41      |

## Single
- 2007: „Dark Road”
- 2007: „Sing”